# LocoRoco 2
LocoRoco 2 är ett Plattformsspel till Playstation Portable. Det är uttföljaren på det andra spelet; LocoRoco som släpptes 2006 som också blev ett Platinum till Playstation Portable. LocoRoco 2 är också nedladdningsbart från Playstation Store.